# Wiciejewo
Wiciejewo (niem. Königsdorf) – wieś sołecka w Polsce położona w województwie mazowieckim, w powiecie płockim, w gminie Bodzanów.
Wieś duchowna położona była w drugiej połowie XVI wieku w powiecie płockim województwa płockiego. W 1785 roku wchodziła w skład klucza mąkolińskiego biskupstwa płockiego. W latach 1975–1998 miejscowość administracyjnie należała do województwa płockiego.